# Здание Товарищества печатания, издательства и книжной торговли И. Д. Сытина
Здание Товарищества печатания, издательства и книжной торговли И. Д. Сытина — здание в Москве, внутри Садового и Бульварного колец, по адресу: улица Маросейка, 7/8, строение 1.

## История
Здание № 7/8, стр. 1 по улице Маросейка — шестиэтажное здание Товарищества печатания, издательства и книжной торговли И. Д. Сытина было построено в 1913—1914 годах по проекту архитектора Адольфа Эрихсона для размещения книжного магазина, складов и конторских помещений Товарищества «И. Д. Сытин и Ко», а также квартир для сдачи в аренду («доходный дом»).
Ранее здесь находилась усадьба Шаховских. Заявленный объект культурного наследия.

### Использование
- Здесь размещались склады, конторские помещения, квартиры, а также главный книжный магазин Товарищества.
- В доме жили советский государственный и партийный деятель А. Ф. Горкин[2]; ведущий кинодраматург, а впоследствии — автор и ведущий «Кинопанорамы» Алексей Яковлевич Каплер[источник не указан 2587 дней].
- В настоящее время на первом этаже здания размещаются кафе и магазины;  выше — офисные помещения.

## Архитектура
Фасады оформлены в неоклассическом стиле и имеют строгий серый цвет, из-за чего в пасмурную погоду здание выглядит весьма депрессивно на фоне окружающей его застройки меньшей этажности. Декоративное оформление минимально: на центральном фасаде со стороны Маросейки размещены рельефные венки и маскароны в обрамлении растительных орнаментов, помимо них здание украшают пилястры.